# Podvelka
Podvelka là một khu tự quản (tiếng Slovenia: občine, số ít – občina) trong vùng Koroška của Slovenia. Podvelka có diện tích 103.9 km2, dân số theo điều tra năm 2012 là 2501 người. Thủ phủ khu tự quản Podvelka đóng tại Podvelka.